# Treplán Béla
Treplán Béla (1945-2007) többszörös válogatott magyar jégkorongozó. Tizenkétszeres magyar bajnok.

## Karrier
1963 és 1967 között a Ferencváros csapatában játszik, ezalatt kétszer szerzi meg a magyar bajnoki címet. Ezután három szezont az Újpestnél tölt el, ugyancsak eredményesen, hiszen ezen időszaka alatt kétszer akasztják nyakába a magyar bajnoknak járó aranyérmet. A rövid újpesti kitérő után visszatér a Fradihoz, és egészen 1978-ig ott is marad. 1978-ig hétszer nyerik meg a Fradival a bajnokságot. Ezt követően a másodosztályú Pomáz csapatát erősíti egészen 1984-ig, majd még egy évet a másodosztályú Hunyadi SE csapatában tölt, aztán végleg visszavonul az aktív sportélettől.